# Comodica
Comodica is een geslacht van vlinders van de familie echte motten (Tineidae), uit de onderfamilie Erechthiinae.

## Soorten
- C. acontistes (Meyrick, 1880)
- C. aellophora (Meyrick, 1880)
- C. cirrhopolia (Turner, 1923)
- C. coarctata (Clarke, 1971)
- C. crypsicroca Turner, 1923
- C. dochmogramma Lower, 1916
- C. drepanosema Turner, 1923
- C. lucinda Meyrick, 1927
- C. ordinata Walsingham, 1914
- C. polygrapta Meyrick, 1924
- C. semiades Bradley, 1956
- C. signata Clarke, 1986
- C. tetracercella Meyrick, 1880
- C. tigrina Turner, 1917